# Egyptian Lover
Egyptian Lover, właściwie Greg Broussard (ur. 31 sierpnia 1963 w Los Angeles) – amerykański producent muzyczny, DJ oraz wokalista. Pionier muzyki electro.
Artysta zaczynał karierę występując wspólnie z Uncle Jamms Army jako DJ, w L.A. Sports Arena. Nagrywanie muzyki rozpoczął w 1982 r. jako członek grupy The Radio Crew. W tamtym okresie albumy hip-hopowe były rzadkością, dlatego też większość wydań Broussarda odnoszących sukcesy, stanowiły single 12". Na początku lat 90. nastąpiła krótka przerwa w działalności. Egyptian Lover powrócił w 1994 r. wydając płytę ze świeżym materiałem pt. Back from the Tomb.
W 2005 r. wydany został pierwszy od 1994 r., nowy singiel zatytułowany Party, zaś w 2006 r. album Platinum Pyramids.
W 2004 r. rozpoczął tournée po Europie, Azji oraz Ameryce Północnej. Jest on także założycielem i właścicielem wytwórni płytowej Egyptian Empire Records.

## Dyskografia

### Albumy
- 1984 – On the Nile
- 1986 – One Track Mind
- 1988 – Filthy
- 1989 – King of Ecstasy
- 1990 – Get into it
- 1993 – Pyramix
- 1994 – Back from the Tomb
- 2006 – Platinum Pyramids

### EP / Single
- 1984 – Egypt, Egypt
- 1984 – The Lover / I Want To Make Love
- 1985 – Computer Love / And My Beat Goes Boom
- 1985 – Dance
- 1985 – Dubb Girls
- 1985 – You’re So Fine
- 1986 – Freak-A-Holic / Living On The Nile
- 1986 – The Alezby Inn
- 1988 – Baddest Beats Around
- 1988 – D.S.L.'s
- 1988 – Let’s Get It On
- 1993 – Egypt Rave 93
- 1994 – Bounce That Bootie
- 2005 – Party